# Domenico Grimani

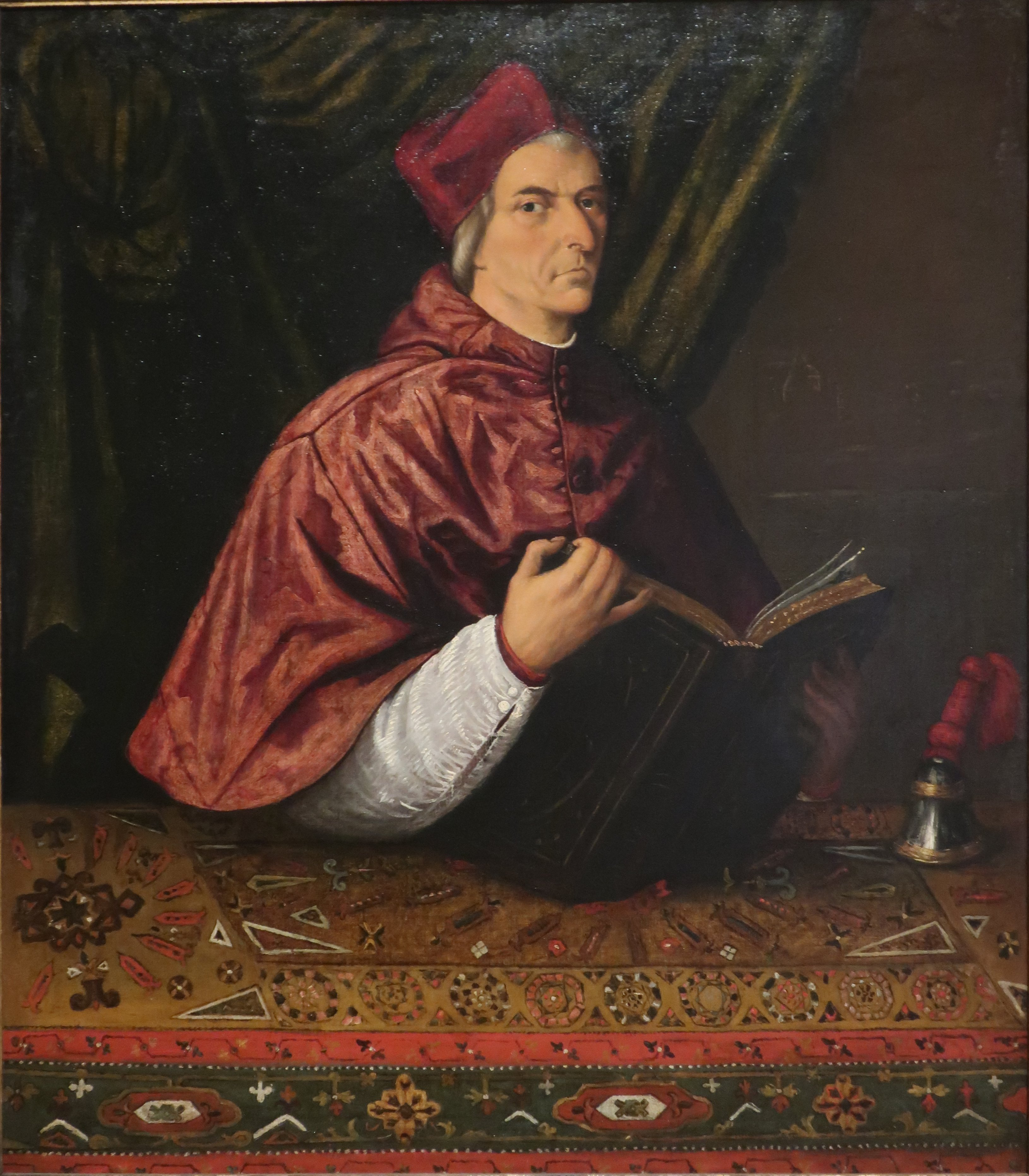
Cardinal Domenico Grimani

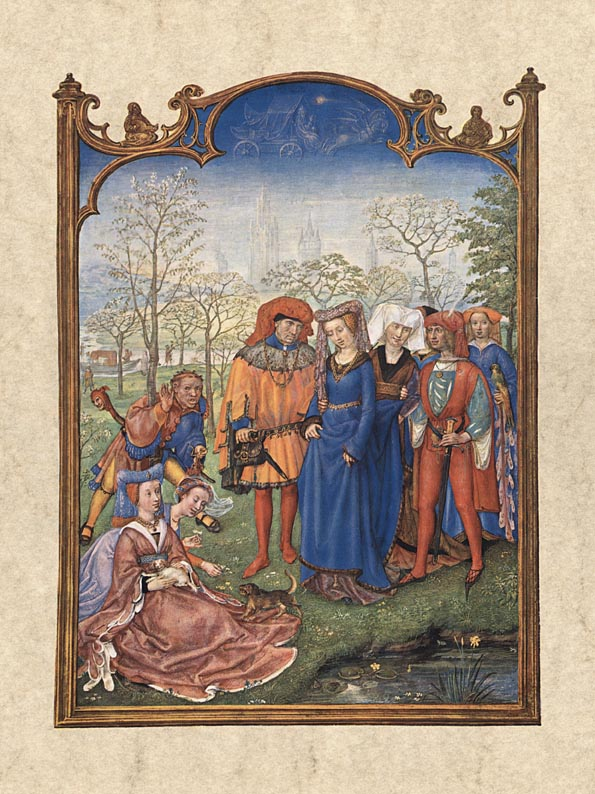
Breviarium Grimani, fol. 5v, april. Ca. 1515-1520. Venetië, Biblioteca Marciana.

Domenico Grimani (1461 – 27 augustus 1523) was een Venetiaans kardinaal. Hij was ook patriarch van Aquileia van 1498 tot 1517 en bisschop van Ceneda van 1517 tot 1520.

## Levensloop
Hij was zoon van Antonio Grimani. Grimani werd kardinaal in 1508. Achtereenvolgens had hij als kardinaal de titelkerken in Rome: Albano (1508-1509), Frascati (1510-1511) en Porto-Santa Rufina (1511-1523) tot zijn dood.
Toen zijn vader in 1521 op 86-jarige leeftijd tot doge van Venetië werd gekozen was Domenico al kardinaal. Hij is vooral bekend als kunstverzamelaar. Hij liet zijn kunstverzameling, waaronder de werken Visioenen uit het hiernamaals, na zijn dood na aan de stad Venetië. Deze verzameling bevindt zich tegenwoordig in het Dogepaleis. Ook bezat Grimani het naar hem genoemde Breviarium-Grimani, dat in de Biblioteca Marciana bewaard wordt. Dit brevier neemt een sleutelpositie in in de ontwikkeling van de laat-middeleeuwse Vlaamse verluchte handschriften. Het ontstond in Gent of Brugge tussen omstreeks 1515 en 1520 en bevat miniaturen van onder meer Alexander Bening. Het is niet bekend of Grimani ook de opdrachtgever was, maar het boek moet tegen het jaar 1520 in zijn bezit zijn geweest. 
Op religieus-filosofisch vlak was Grimani een aanhanger van het pluralisme. 
In Rome vocht hij een conflict uit met een jongere kardinaal uit Venetië vol ambitie, Marco Cornero, bisschop van Padua.

## Neven
- Marino Grimani (1488-1489), kardinaal en tweemaal patriarch van Aquileia
- Marco Grimani (1494-1544), patriarch-elect van Aquileia en admiraal

- Bibsys: 2107433
- Bibliothèque nationale de France: cb14615329q (data)
- Digitale Bibliotheek voor de Nederlandse Letteren: grim018
- Gemeinsame Normdatei: 121125785
- International Standard Name Identifier: 0000 0000 2176 4430
- Library of Congress Control Number: n80043440
- Nationale Bibliotheek van Israël: 987007271762005171
- Nederlandse Thesaurus van Auteursnamen: 328420069
- Istituto Centrale per il Catalogo Unico: VEAV479067
- SNAC: w6q82sc9
- Système universitaire de documentation: 083004041
- Virtual International Authority File: 67314831
- WorldCat: E39PBJwhBrfwRR3MjMQxr4kv73